# Bernabé Cobo
Bernabé Cobo (Lopera, ? — Lima, 1657) va ser un missioner i cronista espanyol a Amèrica.
Va arribar a Amèrica el 1596 i un cop a Lima, va ingressar a la Companyia de Jesús i va ser ordenat sacerdot (1612). Com a missioner va visitar Potosí, Cochabamba, Oruro, entre d'altres. Va viure a Mèxic entre el 1630 i el 1650, i el 1653 acabà la seva Historia del Nuevo Mundo, perduda en part.